# Muziek in 1975

Dit artikel gaat over muziek uit het jaar 1975

Dit artikel gaat over muziek uit het jaar 1975.

## Klassieke muziek
- 15 april: eerste publieke uitvoering van Blaaskwintet van Joonas Kokkonen
- 17 april: eerste publieke uitvoering van Symfonie nr. 10 van Havergal Brian
- 8 oktober: eerste uitvoering van Symfonie nr. 1 van David Matthews
- 18 oktober: eerste uitvoering van Concert voor blokfluit, strijkinstrumenten, celesta en vibrafoon van Vagn Holmboe, solist Michala Petri
- 28 november: eerste uitvoering van Strijkkwartet nr. 5 van Boris Tsjaikovski

## Popmuziek
Beatle John Lennons advocaten krijgen in 1975 toegang tot de informatie van de Amerikaanse immigratiedienst, in de zaak die speelt om Lennon de toegang tot het land te ontzeggen. Een jaar later zal het pleit in het voordeel van Lennon worden beslecht, en mag hij zich Amerikaans staatsburger noemen.
De concerten van Led Zeppelin worden voorafgegaan door een chaotische voorverkoop. Circa 1000 fans veroorzaken US$ 10 000 schade aan de lobby van de Boston Garden. Als gevolg daarvan wordt het concert in Boston door de burgemeester verboden. De drie concerten van Led Zeppelin in Madison Square Garden zijn in recordtijd uitverkocht.
In Europa gaan een aantal bands, waaronder Little Feat en The Doobie Brothers, die onder contract staan van Warner Music gezamenlijk toeren, onder de naam Warner Brothers Music Show. Zij zullen 18 optredens verzorgen in 9 steden.
Op 10 mei vindt de Human Kindness Day plaats in Washington. Bij het Washington Monument treedt Stevie Wonder op voor ca. 125.000 mensen.
De glamrock band Queen neemt de eerste echte videoclip op, Bohemian Rhapsody komt in veel landen op nummer 1.

## Albums
| ABBA                                   | ABBA                                                 |
| Bad Company                            | Straight Shooter                                     |
| Joan Baez                              | Diamonds & Rust                                      |
| The Bee Gees                           | Main Course                                          |
| Black Sabbath                          | Sabotage                                             |
| David Bowie                            | Young Americans                                      |
| John Cale                              | Slow Dazzle                                          |
| John Cale                              | Helen of Troy                                        |
| Carpenters                             | Horizon                                              |
| Chicago                                | VIII                                                 |
| Chicago                                | IX                                                   |
| Alice Cooper                           | Welcome to My Nightmare                              |
| John Denver                            | An Evening with John Denver                          |
| John Denver                            | Windsong                                             |
| The Dictators                          | The Dictators Go Girl Crazy!                         |
| Bob Dylan                              | Blood on the Tracks                                  |
| The Eagles                             | Desperado                                            |
| The Eagles                             | One of These Nights                                  |
| Earth, Wind and Fire                   | Gratitude                                            |
| Earth, Wind and Fire                   | That's the Way of the World                          |
| Electric Light Orchestra               | Face The Music                                       |
| Brian Eno                              | Another Green World                                  |
| The 5th Dimension                      | Earthbound                                           |
| Roberta Flack                          | Feel Like Makin' Love                                |
| Gloria Gaynor                          | Experience Gloria Gaynor                             |
| Gloria Gaynor                          | Never can say goodbye (Gaynor))Never Can Say Goodbye |
| Hall & Oates                           | Daryl Hall & John Oates                              |
| Emmylou Harris                         | Elite Hotel                                          |
| Janis Ian                              | Between the Lines                                    |
| Jefferson Starship                     | Red Octopus                                          |
| Jethro Tull                            | Minstrel In The Gallery                              |
| Elton John                             | Captain Fantastic & the Brown Dirt Cowboy            |
| Elton John                             | Rock of the Westies                                  |
| Grand Funk Railroad                    | All the Girls in the World Beware                    |
| King Crimson                           | U.S.A.                                               |
| Kiss                                   | Dressed To Kill                                      |
| Kiss                                   | Alive!                                               |
| Kraftwerk                              | Autobahn                                             |
| Fela Kuti                              | Expensive Shit                                       |
| Led Zeppelin                           | Physical Graffiti                                    |
| Barry Manilow                          | Tryin' to Get the Feeling                            |
| Bob Marley and the Wailers             | Live!                                                |
| Paul McCartney & Wings                 | Venus and Mars                                       |
| Ted Nugent                             | Ted Nugent                                           |
| Olivia Newton-John                     | Have You Never Been Mellow                           |
| Roy Orbison                            | I'm Still In Love With You                           |
| Pink Floyd                             | Wish You Were Here                                   |
| Queen                                  | A Night at the Opera                                 |
| Rainbow                                | Ritchie Blackmore's Rainbow                          |
| Lou Reed                               | Metal Machine Music                                  |
| Lou Reed                               | Coney Island Baby                                    |
| REO Speedwagon                         | This Time We Mean It                                 |
| Smokey Robinson                        | Quiet Storm                                          |
| Linda Ronstadt                         | Heart Like a Wheel                                   |
| Roxy Music                             | Siren                                                |
| Rush                                   | Caress of Steel                                      |
| Rush                                   | Fly by Night                                         |
| Paul Simon                             | Still Crazy After All These Years                    |
| Bruce Springsteen                      | Born to Run                                          |
| Patti Smith                            | Horses                                               |
| Steely Dan                             | Katy Lied                                            |
| Rod Stewart                            | Atlantic Crossing                                    |
| Donna Summer                           | Love To Love You Baby                                |
| T. Rex                                 | Bolan's Zip Gun                                      |
| The Who                                | The Who By Numbers                                   |
| Wings                                  | Venus & Mars                                         |
| Gary Wright                            | Dream Weaver                                         |
| Neil Young & Crazy Horse               | Tonight's the Night                                  |
| Frank Zappa & the Mothers of Invention | One Size Fits All                                    |
| ZZ Top                                 | Fandango                                             |

## Grammy Awards
- 17e Grammy Awards

## Wedstrijden
- Eurovisiesongfestival

## Festivals
- Pinkpop

Muziek in: 1940 · 1941 · 1942 · 1943 · 1944 · 1945 · 1946 · 1947 · 1948 · 1949 · 1950 · 1951 · 1952 · 1953 · 1954 · 1955 · 1956 · 1957 · 1958 · 1959 · 1960 · 1961 · 1962 · 1963 · 1964 · 1965 · 1966 · 1967 · 1968 · 1969 · 1970 · 1971 · 1972 · 1973 · 1974 · 1975 · 1976 · 1977 · 1978 · 1979 · 1980 · 1981 · 1982 · 1983 · 1984 · 1985 · 1986 · 1987 · 1988 · 1989 · 1990 · 1991 · 1992 · 1993 · 1994 · 1995 · 1996 · 1997 · 1998 · 1999 · 2000 · 2001 · 2002 · 2003 · 2004 · 2005 · 2006 · 2007 · 2008 · 2009 · 2010 · 2011 · 2012 · 2013 · 2014 · 2015 · 2016 · 2017 · 2018 · 2019 · 2020 · 2021 · 2022 - 2023